# Taiwan Star Telecom
VIBO è operatore di telefonia mobile 3G di Taiwan.
VIBO è una sussidiaria del gruppo KINPO e anche conosciuta per essere uno dei più avanzati operatori a Taiwan nell'offerta di servizi 3G.
La rete di VIBO è basata su una piattaforma UMTS (W-CDMA), secondo il GSM world association la rete di VIBO divenne attiva dall'ottobre 2005.
Offre ai suoi abbonati anche servizi di roaming internazionale.